# Lijst van beelden in Boxtel
Dit is een (onvolledige) chronologische lijst van beelden in Boxtel. Onder een beeld wordt hier verstaan elk driedimensionaal kunstwerk in de openbare ruimte van de Nederlandse gemeente Boxtel, waarbij beeld wordt gebruikt als verzamelbegrip voor sculpturen, standbeelden, installaties, gedenktekens en overige beeldhouwwerken.

## Boxtel
| Geplaatst | Omschrijving                          | Kunstenaar                                | Straat                                        | Plaats | Materiaal          | Afbeelding |
| --------- | ------------------------------------- | ----------------------------------------- | --------------------------------------------- | ------ | ------------------ | ---------- |
| 1897      | Maria onbevlekte ontvangenis          |                                           | (binnenplaats kasteel Stapelen)               | Boxtel |                    |            |
|           | (gevelsteen)                          |                                           | Oude Kerkstraat, kerk                         | Boxtel |                    |            |
| 1911      | Sint Ursula                           |                                           | Baroniestraat                                 | Boxtel | natuursteen        |            |
| 1928      | Sint Petrus                           | Victor Sprenkels                          | Oude Kerkstraat                               | Boxtel | natuursteen        |            |
| 1930      | Jozef, Maria en Johannes (portaal)    | Victor Sprenkels                          | Oude Kerkstraat                               | Boxtel |                    |            |
| 1958      | Sint-Jozef                            | Piet Schoenmakers                         | Sint Jozefstraat / Severusstraat              | Boxtel | keramiek           |            |
| 1963      | Fluitspelend meisje                   | Frans Peeters                             | Van der Voortweg / Baanderherenweg (school)   | Boxtel | brons              |            |
| 1948      | Heilige Thérèsia                      |                                           | Lennisheuvel                                  | Boxtel | gietbeton          |            |
| 1953      | Kinderbedevaart                       | Luc. van Hoek                             | Baroniestraat / Prins Bernardstraat (school)  | Boxtel | klei               |            |
| 1954      | Lezende en Spelende Kinderen          | Frans van der Burgt                       | Grote Beemd                                   | Boxtel | natuursteen        |            |
| 1966      | Geliefden                             | Hein Koreman                              | Molenstraat, Dommel                           | Boxtel | brons              |            |
| 1967      | Groei                                 | Leo Geurtjens                             | Baanderherenweg / Van der Voortweg            | Boxtel | metaal             |            |
| 1967      | Wachter                               | Frans Verhaak                             | Bosscheweg                                    | Boxtel | metaal             |            |
| 1967      | Werkplaats                            | Berend Hendriks                           | Baanderherenweg                               | Boxtel | baksteen           |            |
| 1969      | Lezende meisjes                       | Willy Slegers-Van der Putt                | De Heerewaerde                                | Boxtel | natuursteen        |            |
|           | Laken voor de schaar                  |                                           | Rechterstraat                                 | Boxtel |                    |            |
| 1971      | Ontluiken                             |                                           | Molenweide, Liduina                           | Boxtel | brons              |            |
| 1975      | Fluisterende Kinderen                 | Frans van der Burgt                       | Hendrik Verheeslaan , school                  | Boxtel | lavasteen          |            |
|           | De Geboden Linde (gevelsteen)         |                                           | Markt                                         | Boxtel |                    |            |
| 1982      | In Gesprek                            | Marga Brey                                | Oosterhof                                     | Boxtel | brons              |            |
| 1983      | Eenden                                | Antoinette Briët                          | Frans Staelstraat                             | Boxtel | brons              |            |
|           | Reliëf (vrouw en vis)                 |                                           | Clarissenstraat                               | Boxtel |                    |            |
| 1985      | De gedachte                           | Arthur Spronken                           | Markt (nabij Gemeentehuis)                    | Boxtel | brons              |            |
| 1985      | Keistamper                            | Frans van Amelsvoort / Hans van Brunschot | Rechterstraat / Dr. Van Helvoortstraat        | Boxtel | brons              |            |
| 1989      | Stier                                 | Arthur Spronken                           | Burgakker (MBO-school Sint Lucas)             | Boxtel | brons              |            |
| 1989      | (zonder titel)                        | Antonie Eikemans                          | Baroniestraat                                 | Boxtel | diverse            |            |
| 1990      | Waterpiramide                         | Paul Strik                                | Markt                                         | Boxtel | graniet            |            |
| 1990      | Stop Voets                            | Hans van Brunschot                        | Markt / Clarissenstraat                       | Boxtel | brons              |            |
| 1994      | Engel                                 | Hanneke de Munck                          | Burgakker                                     | Boxtel | brons              |            |
| 1996      | Eenden op een kei                     | Jaap Hartman                              | Mgr. Bekkersstraat (vijver gemeentehuis)      | Boxtel |                    |            |
| 1997      | (zonder titel)                        | Jan Snellaars en Paul Strik               | Bosscheweg, Munsel                            | Boxtel | metaal             |            |
| 1998      | Drie vrouwen                          | Ton Verstraten                            | Van Hornstraat (nabij Jan van Brabantstraat)  | Boxtel | brons              |            |
| 1998      | Eligius van den Aker                  | Hanneke de Munck                          | Oude Kerkstraat, kerk                         | Boxtel | brons              |            |
| 1998      | Kringloop                             | Ron van de Ven                            | Staartsepad / Kruisbroeksestraat              | Boxtel | metaal             |            |
| 1999      | Vorming                               | Ron van de Ven                            | Burgakker                                     | Boxtel | rvs                |            |
| 2000      | Baken                                 | Antonie Eikemans                          | Markt                                         | Boxtel | cortenstaal        | Baken      |
| 2000      | (zonder titel)                        | Sietske Miedema                           | Molenwijkseweg, park                          | Boxtel | beton              |            |
|           | Niet zonder pit                       |                                           | Markt                                         | Boxtel |                    |            |
| 2002      | Ontmoeting                            | Ton Verstraten                            | Molenhof                                      | Boxtel | brons              |            |
| 2003      | Samen sterk                           | Hans Goddefroy                            | Lennisheuvel / Dorpsplein                     | Boxtel | brons              |            |
| 2004      | Gedeelde Herinneringen (tegeltableau) | Antonie Eikemans                          | Prins Hendrikstraat / Ossenpadtunnel          | Boxtel | keramiek           |            |
| 2005      | Zes Gedenkstenen                      | Leo Disch                                 | tussen kasteel Stapelen en de Sint-Petruskerk | Boxtel | belgisch hardsteen |            |
| 2005      | Zorgaanbieder en Zorgvrager           | JeanMarianne Bremers                      | Molenweide / Achterberghstraat                | Boxtel | brons              |            |
| 2007      | De Mens Centraal                      | Ton Verstraten                            | Prins Hendrikstraat                           | Boxtel | brons              |            |
| 2007      | Oven Objekt (1985)                    | Antonie Eikemans                          | Het Klaverblad                                | Boxtel | keramiek           |            |
| 2007      | Serafino                              | Huub Thorissen                            | Weiksepad, Dommelbrug                         | Boxtel | staal              |            |
|           | (reliëf)                              |                                           | Oude Kerkstraat / Duinendaal                  | Boxtel |                    |            |
| 2007      | Simeon                                | JeanMarianne Bremers                      | Annastraat                                    | Boxtel | brons              |            |

## Esch
| Geplaatst | Omschrijving     | Kunstenaar           | Straat        | Plaats | Materiaal | Afbeelding |
| --------- | ---------------- | -------------------- | ------------- | ------ | --------- | ---------- |
| ca. 1890  | Heilig Hartbeeld | Léander Petit        | Dorpsstraat   | Esch   |           |            |
| 1966      | Bacchus          |                      | Marktplein    | Esch   |           |            |
| 1993      | Oggelvorsenpoel  | Jan Snellaars        | Marktplein    | Esch   |           |            |
| 1995      | Abraham          | JeanMarianne Bremers | Het Nieuwland | Esch   |           |            |

## Liempde
| Geplaatst | Omschrijving                                 | Kunstenaar                      | Straat                    | Plaats  | Materiaal   | Afbeelding |
| --------- | -------------------------------------------- | ------------------------------- | ------------------------- | ------- | ----------- | ---------- |
| 1888      | Heilige Albertus                             |                                 | Kloosterhof / Dorpsstraat | Liempde | natuursteen |            |
| 1932      | Heilig-Hart van Koning Christus              | Atelier Van Bokhoven en Jonkers | Dorpsstraat, kerk         | Liempde | kalksteen   |            |
| 1956      | David en Goliath                             | Hans Claesen                    | Concordiapark             | Liempde | brons       |            |
| 1956      | Bevrijdingsmonument                          | Hans Claesen                    | Raadhuisplein             | Liempde | brons       |            |
| 1961      | Moeders en Kinderen                          | Theo van Brunschot              | Dorpsstraat / Kerkstraat  | Liempde | kalksteen   |            |
| 1964      | Jaargetijden                                 | Toon Ninaber van Eyben          | Dorpstraat (BS)           | Liempde | klei        |            |
| 1976      | Hanne met de Moor                            | Niek van Leest                  | Keefheuvel / Dorpsstraat  | Liempde | brons       |            |
| 1977      | Bokje                                        | Niek van Leest                  | Dorpsstraat, school       | Liempde | brons       |            |
| 1984      | Nillis de Klompenmaker                       | Pier van Leest                  | Dorpsstraat / Kapelstraat | Liempde | brons       |            |
| 1984      | Zuster Charlotte ('Slot') Zusters van Liefde | Niek van Leest                  | Dorpstraat / Kloosterhof  | Liempde | brons       |            |
| 1990      | Beugelaar                                    | Pier van Leest                  | Oude Dijk / De Kleuskes   | Liempde | brons       |            |
| 1994      | Vrouw met Vlaswiek                           | Niek van Leest                  | Keefheuvel                | Liempde | brons       |            |